# 1992年イタリアグランプリ
1992年イタリアグランプリ (PIONEER GRAND PREMIO D'ITALIA) は、1992年F1世界選手権の第13戦として、1992年9月13日にモンツァ・サーキットで開催された。

## レース前
来期に関する噂が飛び交う中、イタリアGPにおいて2つの重大な発表が行われた。
グランプリ初日の金曜日（9月11日）、本田技研工業の東京本社にて川本信彦社長が会見を行い、1992年シーズンをもってF1活動を休止すると発表した。この決定については「1991年12月にマクラーレン側に意思を伝え、8月末の経営会議で正式決定した」と説明した。
決勝の日曜日（9月13日）、レース開始4時間前の午前11時にナイジェル・マンセルが緊急記者会見を行い、今期限りでの引退を発表した。マンセルは来季の契約延長についてハンガリーGP前にフランク・ウィリアムズと合意していたが、セナが「契約金なしでもウィリアムズに乗りたい」と発言して以降、チームが契約金の引き下げを持ち出してきたと説明した（その金額は今期の年俸よりも低かった）。ウィリアムズのマネージャーが会見場を訪れ、「条件を呑むから会見をやめてくれないか」と記者達の眼前で説得したが、マンセルはこれに応じず声明文を読み上げた。

## 予選

### 予選結果
| 順位 | No | ドライバー                       | チーム                     | タイム   | 差     |
| ---- | -- | -------------------------------- | -------------------------- | -------- | ------ |
| 1    | 5  | ナイジェル・マンセル             | ウィリアムズ・ルノー       | 1'22.221 | —      |
| 2    | 1  | アイルトン・セナ                 | マクラーレン・ホンダ       | 1'22.822 | +0.601 |
| 3    | 27 | ジャン・アレジ                   | フェラーリ                 | 1'22.976 | +0.755 |
| 4    | 6  | リカルド・パトレーゼ             | ウィリアムズ・ルノー       | 1'23.022 | +0.801 |
| 5    | 2  | ゲルハルト・ベルガー             | マクラーレン・ホンダ       | 1'23.112 | +0.891 |
| 6    | 19 | ミハエル・シューマッハ           | ベネトン・フォード         | 1'23.629 | +1.408 |
| 7    | 28 | イヴァン・カペリ                 | フェラーリ                 | 1'24.321 | +2.100 |
| 8    | 25 | ティエリー・ブーツェン           | リジェ・ルノー             | 1'24.413 | +2.192 |
| 9    | 20 | マーティン・ブランドル           | ベネトン・フォード         | 1'24.551 | +2.330 |
| 10   | 29 | ベルトラン・ガショー             | ラルース・ランボルギーニ   | 1'24.654 | +2.433 |
| 11   | 11 | ミカ・ハッキネン                 | ロータス・フォード         | 1'24.807 | +2.586 |
| 12   | 24 | ジャンニ・モルビデリ             | ミナルディ・ランボルギーニ | 1'24.912 | +2.691 |
| 13   | 12 | ジョニー・ハーバート             | ロータス・フォード         | 1'25.140 | +2.919 |
| 14   | 21 | J.J.レート                       | ダラーラ・フェラーリ       | 1'25.145 | +2.924 |
| 15   | 26 | エリック・コマス                 | リジェ・ルノー             | 1'25.178 | +2.957 |
| 16   | 9  | ミケーレ・アルボレート           | フットワーク・無限ホンダ   | 1'25.234 | +3.013 |
| 17   | 16 | カール・ヴェンドリンガー         | マーチ・イルモア           | 1'25.343 | +3.122 |
| 18   | 3  | オリビエ・グルイヤール           | ティレル・イルモア         | 1'25.354 | +3.133 |
| 19   | 10 | 鈴木亜久里                       | フットワーク・無限ホンダ   | 1'25.374 | +3.153 |
| 20   | 15 | ガブリエル・タルキーニ           | フォンドメタル・フォード   | 1'25.420 | +3.199 |
| 21   | 4  | アンドレア・デ・チェザリス       | ティレル・イルモア         | 1'25.425 | +3.204 |
| 22   | 22 | ピエルルイジ・マルティニ         | ダラーラ・フェラーリ       | 1'25.563 | +3.342 |
| 23   | 30 | 片山右京                         | ラルース・ランボルギーニ   | 1'26.174 | +3.953 |
| 24   | 17 | エマニュエル・ナスペッティ       | マーチ・イルモア           | 1'26.279 | +4.058 |
| 25   | 14 | エリック・ヴァン・デ・ポール     | フォンドメタル・フォード   | 1'26.407 | +4.186 |
| 26   | 33 | マウリシオ・グージェルミン       | ジョーダン・ヤマハ         | 1'26.463 | +4.242 |
| DNQ  | 23 | クリスチャン・フィッティパルディ | ミナルディ・ランボルギーニ | 1'26.510 | +4.289 |
| DNQ  | 32 | ステファノ・モデナ               | ジョーダン・ヤマハ         | 1'27.331 | +5.110 |

- DNQは予選落ち

## 決勝

### 決勝展開
レースはポールポジションのマンセル、2位のセナ、3位のアレジの順で順当なスタートを切った。予選5位のベルガーは電気系トラブルでピットスタート。予選6位のシューマッハもスタート直後のシケインでブーツェンと接触し、ノーズ交換のため最後尾からの追走となった。
予選4位のパトレーゼはアレジとセナをかわし、14周目に2位に浮上。ウィリアムズの2台がワンツー体制を構築する。序盤からリタイアが相次ぎ、予選好調だったフェラーリ勢もマシントラブルにより姿を消した。
20周目、マンセルが大幅にペースダウンし、パトレーゼに先頭を譲った。マンセルはパトレーゼの母国での優勝をお膳立てするつもりだったが、42周目にマシントラブルが発生し、ピットに戻ってリタイアした。終盤の48周目、今度はパトレーゼのマシンにもアクティブサスペンションのトラブルが発生。リアの車高が落ち、路面にフロアを擦りながら走行を続けるも、5位まで順位を落とした。
ウィリアムズの自滅によりセナが今季3勝目を獲得し、表彰台の両脇にはベネトン勢が並んだ。6位のデ・チェザリスは今季3回目の入賞となった。

### 決勝結果
| 順位 | No | ドライバー                       | コンストラクター           | 周回 | タイム/リタイア | グリッド | ポイント |
| ---- | -- | -------------------------------- | -------------------------- | ---- | --------------- | -------- | -------- |
| 1    | 1  | アイルトン・セナ                 | マクラーレン・ホンダ       | 53   | 1:18'15.349     | 2        | 10       |
| 2    | 20 | マーティン・ブランドル           | ベネトン・フォード         | 53   | +17.050         | 9        | 6        |
| 3    | 19 | ミハエル・シューマッハ           | ベネトン・フォード         | 53   | +24.373         | 6        | 4        |
| 4    | 2  | ゲルハルト・ベルガー             | マクラーレン・ホンダ       | 53   | +1'25.490       | 5        | 3        |
| 5    | 6  | リカルド・パトレーゼ             | ウィリアムズ・ルノー       | 53   | +1'33.158       | 4        | 2        |
| 6    | 4  | アンドレア・デ・チェザリス       | ティレル・イルモア         | 52   | +1 Lap          | 21       | 1        |
| 7    | 9  | ミケーレ・アルボレート           | フットワーク・無限ホンダ   | 52   | +1 Lap          | 16       |          |
| 8    | 22 | ピエルルイジ・マルティニ         | ダラーラ・フェラーリ       | 52   | +1 Lap          | 22       |          |
| 9    | 30 | 片山右京                         | ラルース・ランボルギーニ   | 50   | ギアボックス    | 23       |          |
| 10   | 16 | カール・ヴェンドリンガー         | マーチ・イルモア           | 50   | +3 Laps         | 17       |          |
| 11   | 21 | J.J.レート                       | ダラーラ・フェラーリ       | 47   | エンジン        | 14       |          |
| Ret  | 33 | マウリシオ・グージェルミン       | ジョーダン・ヤマハ         | 46   | ギアボックス    | 26       |          |
| Ret  | 5  | ナイジェル・マンセル             | ウィリアムズ・ルノー       | 41   | 電気系          | 1        |          |
| Ret  | 25 | ティエリー・ブーツェン           | リジェ・ルノー             | 41   | スロットル      | 8        |          |
| Ret  | 26 | エリック・コマス                 | リジェ・ルノー             | 35   | スピン          | 15       |          |
| Ret  | 15 | ガブリエル・タルキーニ           | フォンドメタル・フォード   | 30   | ギアボックス    | 20       |          |
| Ret  | 3  | オリビエ・グルイヤール           | ティレル・イルモア         | 26   | エンジン        | 18       |          |
| Ret  | 12 | ジョニー・ハーバート             | ロータス・フォード         | 18   | エンジン        | 13       |          |
| Ret  | 17 | エマニュエル・ナスペッティ       | マーチ・イルモア           | 17   | エンジン        | 24       |          |
| Ret  | 27 | ジャン・アレジ                   | フェラーリ                 | 12   | 燃料系          | 3        |          |
| Ret  | 28 | イヴァン・カペリ                 | フェラーリ                 | 12   | 電気系          | 7        |          |
| Ret  | 24 | ジャンニ・モルビデリ             | ミナルディ・ランボルギーニ | 12   | エンジン        | 12       |          |
| Ret  | 29 | ベルトラン・ガショー             | ラルース・ランボルギーニ   | 11   | エンジン        | 10       |          |
| Ret  | 11 | ミカ・ハッキネン                 | ロータス・フォード         | 5    | エンジン        | 11       |          |
| Ret  | 10 | 鈴木亜久里                       | フットワーク・無限ホンダ   | 2    | サスペンション  | 19       |          |
| Ret  | 14 | エリック・ヴァン・デ・ポール     | フォンドメタル・フォード   | 0    | クラッチ        | 25       |          |
| DNQ  | 23 | クリスチャン・フィッティパルディ | ミナルディ・ランボルギーニ |      |                 |          |          |
| DNQ  | 32 | ステファノ・モデナ               | ジョーダン・ヤマハ         |      |                 |          |          |

- 結果はThe Official F1 Websiteより